# Ранчо Санта Маргарита (Калифорнија)
Ранчо Санта Маргарита (енгл. Rancho Santa Margarita) град је у америчкој савезној држави Калифорнија. По попису становништва из 2010. у њему је живело 47.853 становника.

## Демографија
Према попису становништва из 2010. у граду је живело 47.853 становника, што је 639 (1,4%) становника више него 2000. године.
| Група             | 2000.          | 2010.          |
| Белци             | 35.132 (74,4%) | 32.054 (67,0%) |
| Афроамериканци    | 826 (1,7%)     | 887 (1,9%)     |
| Азијати           | 3.492 (7,4%)   | 4.350 (9,1%)   |
| Хиспаноамериканци | 6.139 (13,0%)  | 8.902 (18,6%)  |
| Укупно            | 47.214         | 47.853         |